# Zoborožec rudokrký
Zoborožec rudokrký (Aceros nipalensis) je druh ptáka z čeledi zoborožcovití (Bucerotidae) původem z asijského kontinentu. Jedná se o jediného zástupce rodu Aceros.

## Systematika
Zoborožce rudokrkého popsal anglický zoolog Brian Houghton Hodgson roku 1829 pod původním jménem Buceros Nipalensis. Současná systematika tento druh většinou považuje za jediného zástupce rodu Aceros v rámci čeledi zoborožcovití (Bucerotidae). Českým synonymním pojmenováním je zoborožec himálajský.

## Výskyt
Přirozený výskyt zoborožce rudokrkého zahrnuje Bhútán, severovýchodní Indii, Myanmar, jižní Jün-nan a jihovýchodní Tibet, Thajsko, Laos a Vietnam. Populace však prošly značnými úbytky v důsledku lidských činností: například ve Vietnamu došlo k jejich téměř kompletnímu vyhubení, v Nepálu již tento druh nejspíše zcela vyhynul. Jeho domovinou jsou subtropické stálezelené a opadavé lesy v 300 až 2 400 metrech nad mořem, byť lokálně mohou zoborožci žít v níže (150 m) i výše (2 900 m) položených lokalitách.

## Popis
Jde o mohutný druh zoborožce o délce těla až 120 cm a hmotnosti 2,5 kg. Vyznačuje se výrazným, dolů zahnutým zobákem, jehož přilbice je redukována na pouhý hrbolek. Opeření je pohlavně dimorfní: samci vynikají černě zbarveným hřbetem a křídly (s bělavými letkami) a ryšavou hlavou plus spodními partiemi, samice mají naopak jednotně tmavé peří. Ocas je dlouhý zhruba stejně jako křídla, zbarvený černo-bíle. Zobák je žlutavý, základnu jeho svrchní poloviny zdobí šikmé tmavé pásky. Červené oči obkružuje lysý prstenec z modré kůže.

## Chování

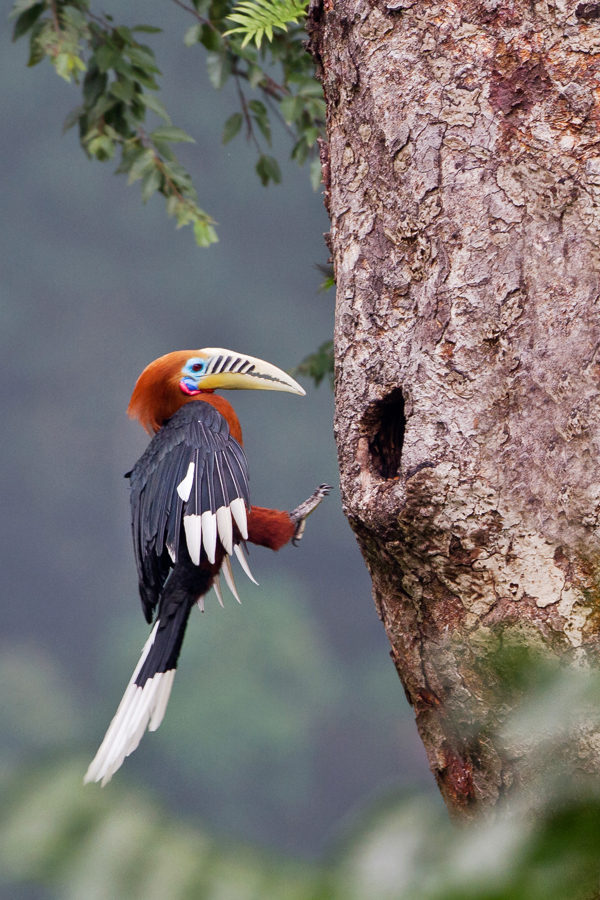
Přistávající zoborožec rudokrký

Zoborožec rudokrký je považován za teritoriální druh, jenž žije v párech, případně malých skupinkách o 4 až 5 jedincích. Maximální velikost pozorované skupiny činila okolo 15 zvířat. Ač jde jinak o stálého ptáka, sezónní migrace za aktuálními zdroji potravy se nevylučují. Hlavní část jídelníčku tvoří plody, zoborožci se však dílem živí i masožravě, přičemž zvládají ulovit i menší obratlovce. Jde spíše o potravní oportunisty, využívající aktuálních zdrojů potravy: v Indii konzumují plody alespoň 21 druhů rostlin, v Thajsku 17 druhů a v Bhútánu 35 druhů. Krmí se mj. na různých druzích fíkovníků (Ficus drupacea, Ficus altissima, Ficus geniculata), na kanárnících (Canarium strictum), slivoních (Prunus ceylanica) aj.; na rozdíl od dvojzoborožce žlutozobého (Buceros bicornis) fíky nemusejí v jejich stravě dominovat.
Podobně jako ostatní zoborožci, i pro zoborožce rudokrkého je typické hnízdní chování, při němž se samice „zazdí“ v dutině hnízdního stromu, kde inkubuje vejce a pečuje o mláďata, jejichž líhnutí je synchronizováno s obdobím dešťů. V dutině je samice plně odkázána na příjem potravy od svého partnera. Ve volné přírodě tento druh snáší jedno až dvě vejce, typicky okolo dubna. Hnízdní cyklus může trvat i více než 120 dní.

## Ohrožení

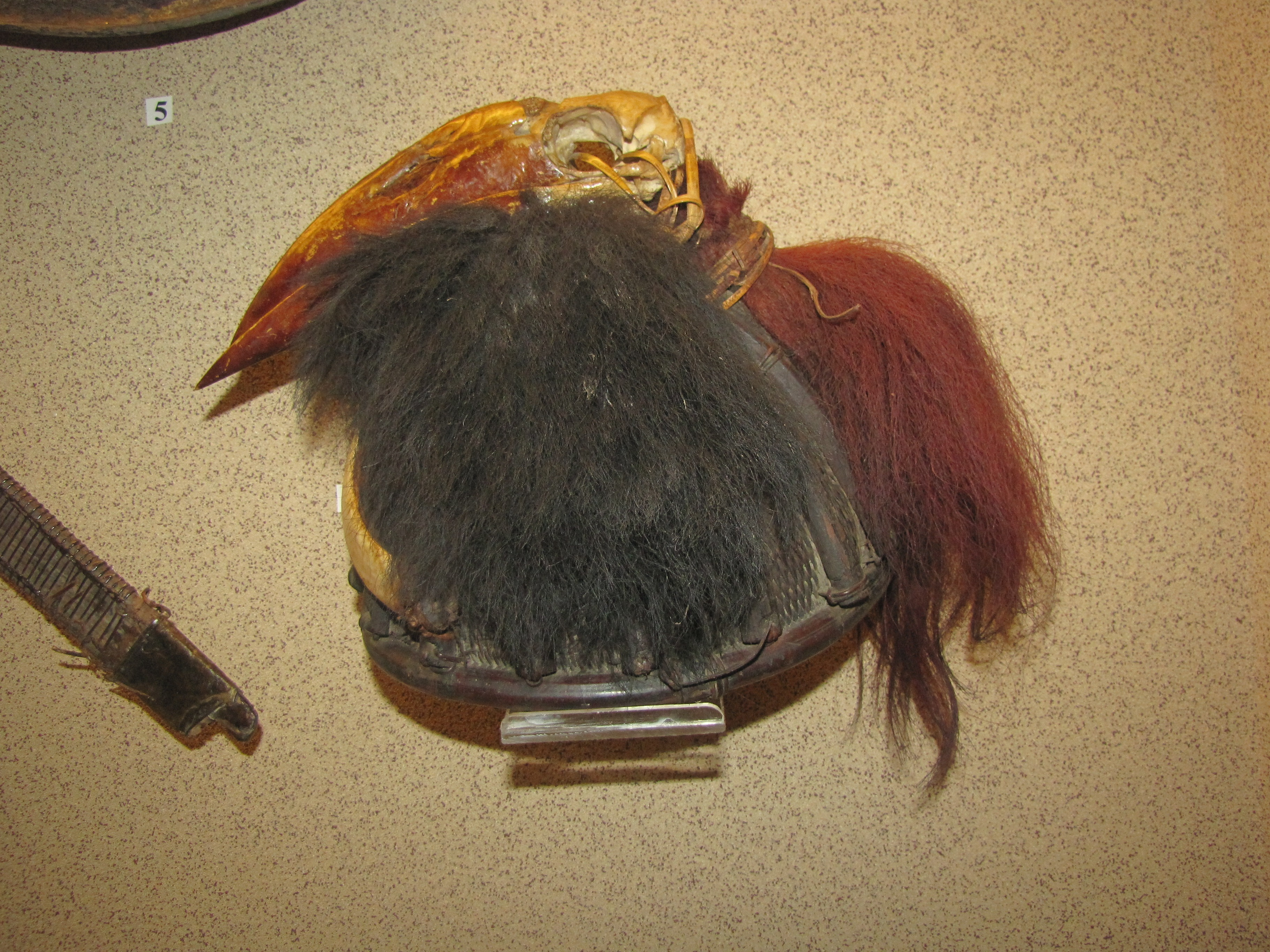
Balup, pokrývka hlavy z Arunáčalpradéše, zdobená přilbicí zoborožce

Mezinárodní svaz ochrany přírody (IUCN) hodnotí zoborožce rudokrkého jako zranitelný druh. Hlavní příčinou ohrožení je ztráta a tříštění lesních stanovišť, neboť zoborožci ke svému životu vyžadují rozsáhlá území původních lesů se vzrostlými stromy, jež jim poskytují potravu a hnízdiště. Na tyto problémy se nabaluje rovněž lov, ať už pro maso, okrasné peří, přilbice, tuk (ceněný v tradiční medicíně některých místních komunit) či pro obchod se zvířaty. Celková populace čítá podle dat IUCN z roku 2020 mezi 7 000 až 10 000 dospělci.